# Pelouse des brebis à Brienne-la-vieille
Pelouse des brebis à Brienne-la-vieille este o arie protejată (sit de importanță comunitară — SCI) din Franța întinsă pe o suprafață de 40 ha, integral pe uscat.

## Localizare
Centrul sitului Pelouse des brebis à Brienne-la-vieille este situat la coordonatele 48°21′49″N 4°31′36″E / 48.36361°N 4.52667°E.

## Înființare
Situl Pelouse des brebis à Brienne-la-vieille a fost declarat arie specială de conservare în baza directivei 92/43 din 1992 referitoare la conservarea habitatelor naturale și a faunei și florei sălbatice pentru a proteja 8 specii de animale.

## Biodiversitate
Situată în ecoregiunea continentală, aria protejată conține 3 habitate naturale: Păduri de stejar sau de stejar și carpen sub-atlantice și medio-europene de Carpinion betuli, Păduri aluvionare cu Alnus glutinosa și Fraxinus excelsior (Alno-Padion, Alnion incanae, Salicion albae), Pajiști uscate seminaturale și facies de acoperire cu tufișuri pe substraturi calcaroase (Festuco-Brometalia) (* situri importante pentru orhidee).
La baza desemnării sitului se află mai multe specii protejate:
- amfibieni (1): triton cu creastă (Triturus cristatus)
- mamifere (1): vidră de râu (Lutra lutra)
- nevertebrate (3): fluturele auriu (Euphydryas aurinia), rădașcă (Lucanus cervus), Oxygastra curtisii
- pești (3): zglăvoacă (Cottus gobio), Cottus perifretum, cicar (Lampetra planeri)

Pe lângă speciile protejate, pe teritoriul sitului au mai fost identificate 5 specii de plante, 5 specii de păsări, 5 specii de amfibieni, 1 specie de mamifere, 2 specii de reptile.